# Strange Behaviour
Pour les articles homonymes, voir Behaviour.
Albums de Duran Duran
Greatest
(1998) Pop Trash
(2000)
Strange Behaviour est une compilation de remixes du groupe anglais Duran Duran, sortie en mars 1999. Le titre de l'album vient des paroles de la chanson Skin Trade (« Can someone please explain, the reason for this strange behaviour »). Duran Duran avait l'habitude de sortir des remixes de ses titres notamment pour les discothèques.
Cet album est le dernier d'une série de trois compilations sorties par EMI, après Night Versions: The Essential Duran Duran en mars 1998 et Greatest en novembre 1998. Le contrat du groupe avec EMI s'était cependant achevé après l'échec de l'album studio Medazzaland sorti en octobre 1997.

## Liste des titres

### CD 1 (1981-1984)
1. Planet Earth (Night Mix) – 6:58
2. Girls on Film (Version Night) – 5:31
3. My Own Way (Version Night) – 6:37
4. Hungry Like the Wolf (Version Night) – 5:12
5. Hold Back the Rain (Remix) – 6:38
6. Rio (Carnival Version) – 6:41
7. New Religion (version Carnival) – 5:19
8. Is There Something I Should Know? (Monster Mix) – 6:41
9. Union of the Snake (Monkey Mix) – 6:28
10. New Moon on Monday (version longue) – 6:03
11. The Reflex (Dance Mix) – 6:33
12. The Wild Boys (Wilder Than Wild Boys Extended Mix) – 8:01

### CD 2 (1986-1993)
1. Notorious (version longue) – 5:15
2. Skin Trade (Stretch Mix) – 7:41
3. Meet El Presidente (version 12") – 7:14
4. American Science (Chemical Reaction Mix) – 7:42
5. I Don't Want Your Love (Dub Mix) – 7:36
6. All She Wants Is (US Master Mix) – 7:19
7. Violence Of Summer (Power Mix) – 4:58
8. Come Undone (Come Undub) – 4:47
9. Love Voodoo (Sidney St. 12" Mix) – 4:40
10. Too Much Information (12" Jellybean Mix) – 6:43
11. None Of The Above (Drizabone 12" Mix) – 6:36
12. Drowning Man (D:Ream Ambient Mix) – 6:45